# Kananga
Kananga, antigament coneguda com Luluabourg o Luluaburg, és la capital de la província central de Kasai a la República Democràtica del Congo i va ser la capital de l'antiga província de Kasaï-Occidental. És la quarta àrea urbana més poblada del país, amb una població estimada d'1.524.000 el 2021.
La ciutat es troba a prop del riu Lulua, un afluent del riu Kasai i del ferrocarril Ilebo-Lubumbashi. Un important centre comercial i administratiu, alberga un museu i l'aeroport de Kananga.